# Как да си дресираш дракон
„Как да си дресираш дракон“ (на английски: How to Train your Dragon) е американски компютърно-анимационен екшън фентъзи филм от 2010 г., продуциран от DreamWorks Animation и разпространяван от Paramount Pictures, базиран по едноименната книга от 2003 г. на Кресида Кауъл. Филмът е режисиран от Крис Сандърс и Дийн Деблоа по сценарий на Уил Дейвис, Крис Сандърс и Дийн Деблоа. Главният озвучаващ състав се състои от Джей Барушел, Джерард Бътлър, Крейг Фъргюсън, Америка Ферера, Джона Хил, Кристофър Минц-Плас, Кристен Уиг и Ти Джей Милър.
Историята се развива в митичен свят на викингите, където млад тийнейджър викинг на име Хълцук се стреми да следва традицията на племето си да стане убиец на дракони. След като най-накрая залавя първия си дракон, Нощен бяс, и с шанса си най-сетне да спечели племето, той открива, че вече не иска да убива дракона и вместо това се сприятелява с него.
„Как да си дресираш дракон“ прави премиера в Амфитеатър „Гибсън“ (Gibson Amphitheater) на 21 март 2010 г. и е пуснат в Съединените американски щати пет дни по-късно на 26 март. Филмът има търговски успех, като печели близо 500 милиона долара по целия свят. Той също е аплодиран от критиците, похвален за анимацията, гласовата игра, писането, музикалната партитура и 3D последователностите. Номиниран е за „Оскар“ за най-добър пълнометражен анимационен филм и за най-добра музика в 83-тата церемония по връчване на наградите във филмовата академия в САЩ, но губи съответно от „Играта на играчките 3“ (Toy Story 3) и „Социалната мрежа“ (Social Network). Филмът печели десет награди „Ани“, включително и за най-добър пълнометражен анимационен филм.
Двете продължения, „Как да си дресираш дракон 2“ (How to Train Your Dragon 2) и „Как да си дресираш дракон: Тайнственият свят“ (How to Train Your Dragon: The Hidden World), са пуснати съответно на 13 юни 2014 г. и 22 февруари 2019 г. Подобно на техния предшественик, и двете продължения са широко похвалени и се превръщат в успехи на боксофиса. Успехът на филма вдъхновява и други стоки, ставайки поредица.

## Сюжет
Викингското село Бърк, разположено на отдалечен остров, често е атакувано от дракони, които отнемат добитък, увреждат имущество и застрашават живота. Хълцук (Джей Барушел), неудобният петнадесетгодишен син на вожда на селото, Стоик Грамадански (Джерард Бътлър), се счита за твърде мършав и слаб, за да се бие с драконите, затова вместо това създава механични устройства под чиракуването си с Храчко (Крейг Фъргюсън), селския ковач, въпреки че изобретенията на Хълцук често действат наобратно. По време на една атака, Хълцук използва стартера, за да свали Нощен бяс, опасен и рядък дракон, за който малко се знае, но никой не му вярва, така че той сам търси падналия дракон. Той намира дракона в гората, заплетен в мрежата му, но не може да се накара да го убие и вместо това го освобождава.
Стоик сглобява флот, за да намери гнездото на драконите, и включва Хълцук в клас по бой на дракони, преподаван от Храчко с останалите тийнейджъри, Рибонок (Кристофър Минц-Плас), Сополак (Джона Хил), Вироглава (Кристен Уиг), Въртоглав (Ти Джей Милър) и Астрид (Америка Ферера), кораво момиче от викингите, в което Хълцук се влюбва, да тренира, докато го няма. Хълцук се връща в гората и намира Нощен бяс все още там, неспособен да лети, защото боласът на Хълцук случайно откъсва половината от опашката му. Хълцук се сприятелява с дракона, като му предлага риба и му дава името „Беззъб“, след прибиращите се зъби. Чувствайки се виновен за осакатяването на Беззъб, Хълцук проектира платформа за сбруя и протезна перка, която позволява на дракона да лети, но само с езда с Хълцук, контролирайки протезата.
Хълцук научава за поведението на драконите, докато работи с Беззъб, и е в състояние да усмири нежно и без насилие пленените дракони по време на тренировка, спечелвайки му възхищението на своите връстници, но карайки Астрид да става все по-ревнива и подозрителна към поведението му. Междувременно флотът на Стоик пристига неуспешно вкъщи, въпреки че Стоик е развеселен от неочаквания успех на Хълцук в обучението на дракони. Хълцук се счита за победител в неговия клас за обучение и трябва да убие дракон за последния си изпит. Той се опитва да избяга с Беззъб, само за да бъде последван от Астрид в гората. Хълцук отвежда Астрид за полет, за да демонстрира, че драконът е приятелски настроен. Когато Астрид напомня на Хълцук за изпита, Беззъб неочаквано отвежда двойката до гнездото на драконите, където откриват гигантски дракон на име Червената смърт. По-малките дракони непрекъснато го хранят с жива храна, вместо да бъдат изядени сами; двамата осъзнават, че драконите нападат Бърк под принуда. Астрид иска да разкаже на селото за откритието им, но Хълцук съветва да не се защитава Беззъб.
Обратно в селото на следващия ден, Хълцук се изправя пред плен на чудовищния дракон на кошмара на последния си изпит. Вместо да го убие обаче, той се опитва да го покори в опит да докаже, че драконите могат да бъдат мирни. Когато Стоик неволно ядосва дракона да атакува, Беззъб пристига, за да защити Хълцук, но в процеса е заловен от викингите. Хълцук случайно разкрива на Стоик, че Беззъб знае местоположението на гнездото на драконите. Стоик се отказва от сина си и тръгва към гнездото с Беззъб, прикован към водещия кораб като водач. След като викингите си тръгват, Хълцук е съсипан, но Астрид го подтиква да осъзнае, че е пощадил Беззъб от състрадание и съпричастност, а не от слабост. След това Хълцук възвръща увереността си да тръгне след Беззъб и да го спаси заедно с Астрид и другите тийнейджъри.
Нападателите на викингите намират и отварят драконовото гнездо, което кара повечето дракони да изхвърчат навън, но също така пробуждат Червената смърт, която скоро завладява викингите. Хълцук, Астрид и техните съученици влитат, яхвайки пленени обучени дракони на Бърк, осигурявайки огън за прикритие и разсейвайки Червената смърт, докато Хълцук освобождава Беззъб. Хълцук при това почти се удавя, но Стоик ги спасява и двамата, помирявайки се със сина си. Беззъб и Хълцук унищожават Червената смърт, като пробиват мембраните на крилата и след това подвеждат звяра да направи гмуркане, от което не може да се изтегли, след като изстреля огнена топка в устата му. Хълцук е контузен в битката, губейки долния си ляв крак. Хълцук се събужда отново при Бърк, като установява, че Храчко му е изработил протеза и сега той се възхищава от селото си, включително Астрид, която го целува. Бърк започва нова ера, като хората и драконите живеят в хармония.

## Актьорски състав
- Джей Барушел – Хълцук Хоръндоус Хадок Трети, неудобния син на Стоик Грамадански.[4]
- Америка Ферера – Астрид Хоферсон, съученичка на Хълцук в обучение на дракони и неговата любовна тръпка.
- Джерард Бътлър – Стоик Грамадански, водачът от Бърк и баща на Хълцук.[4]
- Крейг Фъргюсън – Храчко, ковачът на селото, близък приятел на Стоик и учител на младите новобранци за обучение на дракони в племето.[5][4]
- Кристофър Минц-Плас – Рибоног, ентусиазиран младеж, познаващ драконоведските знания, с които той често се свързва в стил на ролева игра.[6][4]
- Джона Хил – Сополак, един от съучениците на Хълцук за обучение на дракони. Той е нахален, прекалено самоуверен и доста неинтелигентен, но надежден.
- Ти Джей Милър и Кристен Уиг – Въртоглав и Вироглава, двама свадливи близнаци.

## Продукция
Поредицата от книги на Кресида Коуел започва да привлича вниманието на мениджърите на DreamWorks Animation през 2004 г. След успеха си в „През плета“ (Over the Hedge), продуцентката Бони Арнолд скоро се заинтересува от новопридобитото имущество. Тя продължава да се фокусира върху проекта с течение на времето и когато съпредседателят на продукцията на DreamWorks Animation Бил Дамашке я пита върху какво иска да работи по-нататък, тя избира „Как да си дресираш дракон“.
По време на първоначалното развитие сюжетът следва отблизо оригиналния роман, но около половината от продукцията Крис Сандърс и Дийн Деблоа, по-рано сценаристи и режисьори на „Лило и Стич“ на Дисни, поемат ролята на сърежисьори и той е променен. Оригиналният сюжет е описан като „силно лоялен към книгата“, но е смятан за твърде „сладък“ и „причудлив“, както и насочен към твърде млада демографска група, според Барушел. В романа драконът на Хълцук, Беззъб, е обикновен или градински дракон, малка порода. Във филма Беззъб е раненият Нощен бяс, най-редкият вид от всички дракони, далеч по-бърз, аеродинамичен и по-мощен от останалите видове и е достатъчно голям, за да служи като летяща опора както за Хълцук, така и за Астрид. Създателите на филма наемат оператора Роджър Дийкинс (известен с това, че често си сътрудничи с братята Коен) като визуален консултант, за да им помогне с осветлението и цялостния външен вид на филма и да „добави усещане за екшън на живо“. Направени са обширни изследвания, за да се изобразят и полет, тъй като режисьорите са знаели, че те ще бъдат най-голямото привличане на 3D ефектите на филма, и огън, като се има предвид, че анимацията може да се откъсне от ограниченията, наблюдавани във филмите на живо, където пламъците на пропан са обичайни поради по-лесното им гасене. Дизайнерите на драконите създават животни, които са комични, а също и иновативни в сравнение с друга драконска фантастика. По-специално Беззъб се опитва да комбинира различни драконови черти в дизайн, вдъхновен от черна пантера, който също има големи уши и очи, за да предаде емоцията по-добре.
Режисьорите използват импровизационните способности на второстепенния актьорски състав – Кристофър Минц-Плас, Джона Хил, Кристен Уиг и Ти Джей Милър, като често ги събират в сесиите за запис.

## Музика
Джон Пауъл се завръща в DreamWorks Animation, за да композира филм, което го прави шесто сътрудничество със студиото, следвайки предишната си музика за „Кунг-фу панда“ (който композира с Ханс Цимер). Пауъл композира оркестрова партитура, съчетавайки бомбастичен месинг със силни перкусии и успокояващи струни, като същевременно използва екзотични шотландски и ирландски тонове с инструменти като свирката и гайдата. Освен това исландският певец Джонси написва и изпълнява песента Sticks & Stones за филма. Резултатът е публикуван от Varèse Sarabande на 23 март 2010 г.
Като цяло музиката е добре приета от критиците на филма, Пауъл печели първата си номинация за Оскар за работата си по филма, като в крайна сметка губи от Трент Резнор и Атикус Рос за резултата им за „Социалната мрежа“ (The Social Network).

## Пускане
Премиерата на „Как да си дресираш дракон“ е в Съединените щати на 21 март 2010 г. в амфитеатъра „Гибсън“ в Универсал Сити, Калифорния, и е пуснат театрално на 26 март 2010 г. в САЩ. Първоначално е планирано да бъде пуснат на 20 ноември 2009 г., но е изтласкан, за да се избегне конкуренция с много семейни филми, пуснати през ноември. Филмът е дигитално преработен в IMAX 3D и пуснат в 186 северноамерикански IMAX киносалона и приблизително 80 IMAX киносалона извън Северна Америка.

### Състезание за 3D екрани
Месец преди излизането, главният изпълнителен директор на DreamWorks Animation Джефри Каценберг протестира срещу решението на Warner Bros. да конвертират „Сблъсъкът на титаните“ (Clash of the Titans) от 2D в 3D, след което да го пуснат една седмица след „Как да си дресираш дракон“. Репортерът за развлечения Ким Мастърс описа графика за пускане на 3D около март 2010 г. като „задръстване“ и спекулира, че липсата на наличност на 3D екран може да навреди на перспективите на Каценберг въпреки подкрепата му за 3D формата.
През март 2010 г. ръководителите на театралната индустрия обвиниха Paramount Pictures (разпространяваща филма от името на DreamWorks), че използва тактика под високо налягане, за да принуди театрите да прожектират „Как да си дресираш дракон“, вместо да се конкурират с 3D версии, „Сблъсъкът на титаните“ (Clash of the Titans) и „Алиса в страната на чудесата“ (Alice) на Тим Бъртън. Тъй като театралните мултиплекси по това време често имат само един 3D екран, театрите не са в състояние да приемат повече от една 3D презентация наведнъж.

### Класация
„Как да си дресираш дракон“ (How to Train Your Dragon) оглавява северноамериканския боксофис с $ 43,7 милиона през първия си уикенд от издаването. Филмът събира 217 581 231 щатски долара в САЩ и Канада 277 297 528 щатски долара в чужбина с общо 494 878 759 щатски долара. „Как да си дресираш дракон“ е най-касовият филм на DreamWorks Animation в американския и канадския боксофис, различен от филмите на „Шрек“. Това е петият най-печеливш анимационен филм за 2010 г. с 494,8 милиона долара, зад „Играта на играчките 3“ с 1 063,2 милиона долара, „Шрек завинаги“ след 752,6 милиона долара, „Рапунцел и разбойникът“ с 576,6 милиона долара и „Аз, проклетникът“ с 543,1 милиона долара и 10-ият най-печеливш филм от 2010 г. Към 2019 г. поредицата „Как да си дресираш дракон“ събира над 1 милиард щатски долара по целия свят.

### Критика
„Как да си дресираш дракон“ получава положителни критики при пускането му. Агрегаторът на рецензии Rotten Tomatoes съобщава, че 99% от критиците са дали положителна рецензия на филма въз основа на 208 отзива от професионални критици, с обща оценка средно 7,92/10. Критичният консенсус на уебсайта гласи: „С ослепителна анимация, сценарий с изненадваща драматична дълбочина и вълнуващи триизмерни последователности, Как да си дресираш дракон се извисява.“ Филмът е най-високо оцененият филм на DreamWorks Animation на уебсайта на Rotten Tomatoes. За Metacritic филмът има среднопретеглена оценка от 75 въз основа на 37 отзива от критици, показващи „общо благоприятни отзиви“. Анкетите на CinemaScore, проведени по време на откриващия уикенд, разкриват, че средно оценените зрители са дали „Как да си дресираш дракон“ е A по скала A+ до F.
Роджър Еберт от „Чикаго Сън Таймс“ (Chicago Sun-Times) му дава 3 звезди от 4, заявявайки, че: „Отделя много време на въздушни битки между опитомени дракони и зли, а не много на развитието на персонажа или историята. Но е ярко, добре изглеждащ и с висока енергия“. Клаудия Пуиг от USA Today му дава 3,5 от 4 звезди, казвайки: „Това е вълнуваща екшън-приключенска сага с вълнуваща 3D анимация, умна комедия с остроумен диалог, приказка за порастването с изненадваща дълбочина и сладко трогателна приказка за приятелство между човек и животно.“ Филмовият критик на Rolling Stone Питър Травърс хвали филма, като му даде три от четири звезди и пише в рецензията си за печат, че филмът „прави достатъчно чудеса на 3D анимацията, за да очарова вашите чорапи.“ Роджър Мур от „Орландо Сентинел“, който дава филма 2 1/2 звезди от 4, пише смесено ревю, описвайки филма като „по-възрастен драматизъм или филм със съобщение „всичко във вашия мироглед е погрешно“, отколкото комедия, и това изглежда като загуба на забавна книга, някои много забавни актьори и някаква проклета остроумна анимация.“ Кайл Смит от New York Post дава на филма 2/4 звезди, обозначавайки филма като „Аватар“ за простаци. Но това заглавие вече е взето от „Аватар“. Обратно, Брет Мишел от „Бостън Феникс“ заявява, че филмът е по-добър от „Аватар“. A. O. Скот от At The Movies чувства, че героите и историята не са силни страни, но обожава кинематографията и казва, „че накланянето и извисяването струват цената на билета, така че отидете да го видите“. Филмовият критик от Village Voice Ела Тейлър дава по-негативен отзив за филма, описвайки го като „адекватна, но незабележителна анимационна приказка“. Филмовият критик Джеймс Берардинели от ReelViews хвали филма и неговата история, като му дава 3,5 от 4 звезди. Той пише, „Технически опитен и с остроумен, интелигентен, изненадващо проницателен сценарий, „Как да си дресираш дракон“ се доближава до нивото на неотдавнашната продукция на Пиксар, като същевременно лесно превъзхожда младостта на DreamWorks, издадена през последните девет години.“ Филмовия критик от Entertainment Weekly Оуен Глайберман хвали филма, като му дава A-, и пише: „Как да си дресираш дракон те възбужда по конвенционални начини, но това е и рядко срещаният анимационен филм, който използва 3D за своите спиращи дъха пространствени и емоционални възможности.“ Матю Търнър от ViewLondon дава на филма 4/5 звезди, наричайки го „красиво анимиран и превъзходно написан“, и хвали гласовете, хумора и екшъна. Мат Рисли от Variety дава на филма перфектна оценка от 5/5 звезди, приветствайки го като „несъмнено най-добрият филм на Dreamworks досега и съвсем вероятно най-добрият филм за дракони, правен някога“.

## Награди и номинации
| Награда                              | Категория                                | Номиниран(и)                             | Резултат  |
| ------------------------------------ | ---------------------------------------- | ---------------------------------------- | --------- |
| Награди на филмовата академия на САЩ | Най-добър пълнометражен анимационен филм | Най-добър пълнометражен анимационен филм | номинация |
| Награди на филмовата академия на САЩ | Най-добра музика                         | Джон Пауъл                               | номинация |

## „Как да си дресираш дракон“ В България
В България е пуснат по кината на Audio Visual България на 2 април.
На 26 ноември 2012 г. е излъчен за първи път по Нова телевизия, следват повторения по KinoNova до 2015 г.
През 2015 г. е издаден на DVD от A+Films.
На 31 октомври се излъчва и по FOX.